# Cambridge United Football Club
Maillots
Actualités
Le Cambridge United Football Club est un club de football professionnel situé à Cambridge, en Angleterre. Le club évolue en League Two (quatrième division anglaise) lors de la saison 2025-2026.
Le club atteint par deux fois les quarts de finale de la Coupe d'Angleterre, et une fois les quarts de finale de la Coupe de la ligue.
Le club a des liens étroits avec l'Université Régionale de Cambridge, une équipe formé en 2006 qui concourt comme l'équipe de réserve d'United pour éviter les règles de la FA qui interdisent les équipes réserves jouant à certains niveaux de la pyramide de football.
Le club est basé à l'Abbey Stadium sur la Route de Newmarket, approximativement à 3 km à l'est du centre-ville de Cambridge. Le stade a actuellement une capacité de 9 600 places.

## Repères historiques

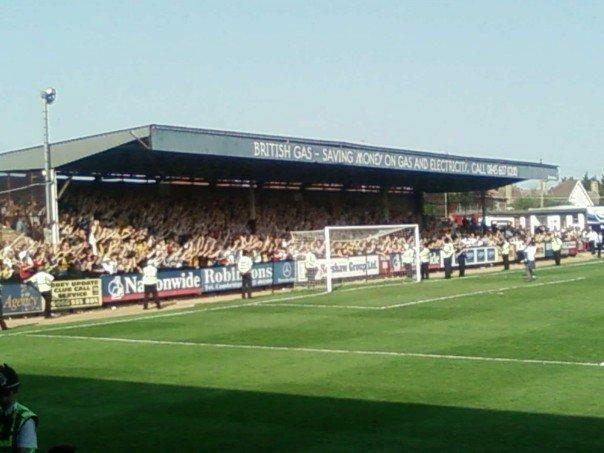
Fans de Cambridge United.

- 1912 : fondation du club sous le nom d'Abbey United
- 1949 : adoption du statut professionnel
- 1951 : le club est renommé Cambridge United FC
- 1970 : le club rejoint la League

### Histoire récente
À compter de 2006, Cambridge joue dans la ligue appelée "Conférence" (cinquième division). Lors de la saison 2006-07, le club évite de peu la relégation. En 2007-08, le club termine deuxième du championnat, derrière Aldershot Town Football Club. Une nouvelle fois, en 2008-09, le club finit deuxième, juste derrière Burton Albion Football Club. En 2014, le club est promu en Football League Two (4e division anglaise) après avoir battu Gateshead en finale des play-offs (2-1).
A la fin de la saison 2024-25, le club est relégué en League Two.

## Identité visuelle

### Logos

1986-1996,  1998-2012 puis 2013-2025.
Depuis 2025.

## Palmarès
- Championnat d'Angleterre D3 : 
  - Champion : 1991

- Championnat d'Angleterre D4 : 
  - Champion : 1977

- FA Cup :  
  - 1/4 de finale : 1990 et 1991

- Southern Football League : 
  - Champion : 1969 et 1970

- Southern League Cup : 
  - Vainqueur : 1969

## Bilan saison par saison
|           | I | II | III | IV | V  | Points | Journées | V  | N  | D  | B.M. | B.P. | Diff. |
| 2000-2001 |   |    | 19  |    |    | 53 pts | 46       | 14 | 11 | 21 | 61   | 77   | -16   |
| 2001-2002 |   |    | 24  |    |    | 34 pts | 46       | 7  | 13 | 26 | 47   | 93   | -26   |
| 2002-2003 |   |    |     | 12 |    | 61 pts | 46       | 16 | 13 | 17 | 67   | 70   | -3    |
| 2003-2004 |   |    |     | 13 |    | 56 pts | 46       | 14 | 14 | 18 | 55   | 67   | -12   |
| 2004-2005 |   |    |     | 24 |    | 30 pts | 46       | 8  | 16 | 22 | 39   | 62   | -23   |
| 2005-2006 |   |    |     |    | 12 | 55 pts | 46       | 15 | 10 | 17 | 51   | 57   | -6    |
| 2006-2007 |   |    |     |    | 17 | 55 pts | 46       | 15 | 10 | 21 | 57   | 66   | -9    |
| 2007-2008 |   |    |     |    | 2  | 86 pts | 46       | 25 | 11 | 10 | 68   | 41   | +27   |
| 2008-2009 |   |    |     |    | 2  | 86 pts | 46       | 24 | 14 | 8  | 65   | 39   | +26   |
| 2009-2010 |   |    |     |    | 10 | 49 pts | 44       | 15 | 14 | 15 | 65   | 53   | +12   |
| 2010-2011 |   |    |     |    | 10 | 50 pts | 46       | 11 | 17 | 18 | 53   | 61   | −8    |
| 2011-2012 |   |    |     |    | 9  | 71 pts | 46       | 19 | 14 | 13 | 57   | 41   | +16   |
| 2012-2013 |   |    |     |    | 14 | 59 pts | 46       | 15 | 14 | 17 | 68   | 69   | -1    |
| 2013-2014 |   |    |     |    | 2  | 82 pts | 46       | 23 | 13 | 10 | 72   | 35   | +37   |
| 2014-2015 |   |    |     | 19 |    | 51 pts | 46       | 13 | 12 | 21 | 61   | 66   | -5    |
| 2015-2016 |   |    |     | 9  |    | 68 pts | 46       | 18 | 14 | 14 | 66   | 55   | +11   |
| 2016-2017 |   |    |     | 11 |    | 66 pts | 46       | 19 | 9  | 18 | 58   | 50   | +8    |
| 2017-2018 |   |    |     | 12 |    | 64 pts | 46       | 17 | 13 | 16 | 56   | 60   | -8    |
| 2018-2019 |   |    |     | 21 |    | 47 pts | 46       | 12 | 11 | 23 | 40   | 66   | -26   |
| 2019-2020 |   |    |     | 16 |    | 45 pts | 37       | 12 | 9  | 16 | 40   | 48   | -8    |
| 2020-2021 |   |    |     | 2  |    | 80 pts | 46       | 24 | 8  | 14 | 73   | 49   | +24   |

## Joueurs et personnalités du club

### Entraîneurs
Le tableau suivant présente la liste des entraîneurs du club depuis 1948.
| Rang | Nom             | Période   |
| ---- | --------------- | --------- |
| 1    | Target          | 1948      |
| 2    | Hartley         | 1949-1951 |
| 3    | Bill Whittaker  | 1951-1955 |
| 4    | Gerald Williams | 1955      |
| 5    | Bert Johnson    | 1955-1959 |
| 6    | Bill Craig      | 1959-1960 |
| 7    | Alan Moore      | 1960-1963 |
| 8    | Roy Kirk        | 1964-1966 |
| 9    | Wynn            | 1966-1967 |
| 10   | Bill Leivers    | 1967-1974 |

| Rang | Nom                    | Période   |
| ---- | ---------------------- | --------- |
| 11   | Ron Atkinson           | 1974-1978 |
| 12   | John Docherty          | 1978-1983 |
| 13   | John Cozens (intérim)  | 1983-1984 |
| 14   | John Ryan              | 1984-1985 |
| 15   | Ken Shellito           | 1985      |
| 16   | Christopher Turner     | 1986-1990 |
| 17   | John Beck              | 1990-1992 |
| 18   | Gary Johnson (intérim) | 1992      |
| 19   | Ian Atkins             | 1992-1993 |
| 20   | Gary Johnson           | 1993-1995 |

| Rang | Nom                    | Période   |
| ---- | ---------------------- | --------- |
| 21   | Tommy Taylor           | 1995-1996 |
| 22   | Roy McFarland          | 1996-2001 |
| 23   | John Beck              | 2001      |
| 24   | John Taylor            | 2001-2004 |
| 25   | Dale Brooks (intérim)  | 2004      |
| 26   | Claude Le Roy          | 2004      |
| 27   | Hervé Renard           | 2004      |
| 28   | Ricky Duncan (intérim) | 2004      |
| 29   | Steve Thompson         | 2004-2005 |
| 30   | Rob Newman             | 2005-2006 |

| Rang | Nom                   | Période   |
| ---- | --------------------- | --------- |
| 31   | Lee Power (intérim)   | 2006      |
| 32   | Jimmy Quinn           | 2006-2008 |
| 33   | Gary Brabin           | 2008-2009 |
| 34   | Paul Carden (intérim) | 2009      |
| 35   | Martin Ling           | 2009-2011 |
| 36   | Jez George            | 2011-2012 |
| 37   | Richard Money         | 2012-2015 |
| 38   | Joe Dunne (intérim)   | 2015      |
| 39   | Shaun Derry           | 2015-2018 |
| 40   | Colin Calderwood      | 2018-2020 |

### Joueurs emblématiques
- Gareth Ainsworth
- Vic Akers
- Ian Ashbee
- Kevin Bartlett
- Gus Caesar
- Jody Craddock
- Dion Dublin
- Jermaine Easter
- Allan Harris
- Dean Holdsworth
- Bradley Johnson
- Dave Kitson
- Wilf Mannion
- Alex McCarthy
- Roy McDonough
- John Moncur
- Michael Morrison
- Gary Rowett
- John Ruddy
- Andy Sinton
- Dean Windass
- Peter Winn
- Gary Woods
- Jimmy Calderwood
- John Coyle
- David Moyes
- Jordan Rhodes
- Sammy McCrory
- Jimmy Quinn
- Jack Collison
- Lewis Price
- Lionel Perez
- Jesse Joronen
- Jóhann Guðmundsson
- John Filan
- Robert Gier
- Carlo Corazzin
- Kwesi Appiah
- Eben Dugbatey
- Esele Bakasu
- Trésor Kandol